# World e-Sports Games
Die World e-Sports Games waren anfangs ein internationales E-Sport-Turnier, das in Asien ausgetragen wurde. Später konzentrierte man sich darauf, Turniere wie die e-Stars Seoul und die World e-Sports Masters auszurichten.
2004 traten die WEG das erste Mal öffentlich in Erscheinung, sie richteten ein FIFA-Duell zwischen China und Südkorea aus, das außerhalb Asiens jedoch keine Beachtung fand.
Das größere erste Turnier folgte ein Jahr darauf und galt zu der Zeit als revolutionär: Die World e-Sports Games 2005 lockten mit mehreren Hundert Tausend US-Dollar in den Disziplinen Counter-Strike und Warcraft III. Sie machten es für die Teilnehmer erforderlich, für mehrere Wochen in China zu bleiben, um ihre Spiele live vor TV-Kameras auszutragen. Viele der führenden Clans nahmen die Herausforderung an, darunter SK Gaming, Team NoA und mousesports. Anfangs waren alleine in den ersten zwölf Monaten vier Saisons geplant, es fanden aber nur drei statt. 
Im Jahr 2006 gab es nur einen einzelnen Wettbewerb, die World e-Sports Games Masters 2006. Seit 2007 tritt das Unternehmen hinter den WEG in erster Linie durch die jährliche Ausrichtung der e-Stars Seoul in Erscheinung. Ende 2008 wurden außerdem die World e-Sports Masters 2008 in Hangzhou ausgerichtet. Die WEG-Marke wird weiterhin als Erkennungszeichen genutzt, obwohl ein weiteres Turnier unter dem Namen World e-Sports Games unwahrscheinlich erscheint.

## World e-Sports Games 2005
Die meisten Spiele der WEG wurden in Seoul abgehalten, nur die jeweiligen Finalspiele fanden in Peking statt. Die erste Saison ging vom 30. Januar bis zum 20. März 2005. Eine Besonderheit stellte dabei die Teilnahme von mousesports dar. Der deutsche Clan ließ sich während der WEG von einem Ersatzteam in der deutschen ESL Pro Series vertreten. 
Die zweite Saison wurde vom 29. Mai bis zum 3. Juli ausgetragen. Die dritte Saison startete am 19. Oktober und endete am 11. Dezember. Sie überschnitt sich mit diversen anderen renommierten Turnieren wie den World Cyber Games, was viele potentielle Teilnehmer zu einer Absage bewegte.

## World e-Sports Games 2006
Ende April fand in Hangzhou das einzige Turnier der WEG 2006 statt, die World e-Sports Games Masters. Dieses Mal gab es keine in die Länge gezogene Ligaphase, das Turnier beanspruchte nur rund zwei Wochen Zeit. Es wurden insgesamt 152.000 US$ Preisgeld ausgespielt.

## World e-Sports Masters 2008
Vom 26. Oktober bis zum 2. November fand in Hangzhou eine weitere WEG-Veranstaltung statt, die je acht Counter-Strike- und Warcraft-III-Teilnehmer um 100.000 US$ Preisgeld kämpfen ließ. Ob die World e-Sports Masters in den folgenden Jahren fortgesetzt werden, ist nicht bekannt.

## e-Stars
Seit 2007 richten die WEG alljährlich ein E-Sport-Festival in Seoul aus. Dieses besteht unter anderem aus einem exklusiven, auf wenige Teilnehmer beschränkten Wettbewerb mit dem Namen e-Stars. Statt mit einem klassischen Turniersystem wird dabei mit neuartigen Modellen experimentiert: 2008 gab es ein Duell Ost gegen West (Asien gegen Europa/USA), 2009 fand sowohl ein kontinentinternes als auch ein globales Turnier statt.

## Platzierungen
| Counter-Strike      | Counter-Strike | Counter-Strike   | Counter-Strike |
| Turnier             | Sieger         | Zweiter          | Dritter        |
| ------------------- | -------------- | ---------------- | -------------- |
| WEG 2005 Season I   | Team NoA       | 4Kings           | mousesports    |
| WEG 2005 Season II  | Begrip Gaming  | Team Catch-Gamer | 4Kings         |
| WEG 2005 Season III | wNv Teamwork   | project_kr       | team9          |
| WEG Masters 2006    | wNv Teamwork   | compLexity       | project_kr     |
| e-Stars Seoul 2007  | fnatic         | Hacker Gaming    | Made in Brazil |
| e-Stars Seoul 2008  | Team West      | Team East        |                |
| WEM 2008            | mTw            | mousesports      | eSTRO          |
| e-Stars Seoul 2009  | fnatic         | WeMade FOX       | mTw            |
| Warcraft III        | Warcraft III                 | Warcraft III                 | Warcraft III                 |
| Turnier             | Sieger                       | Zweiter                      | Dritter                      |
| ------------------- | ---------------------------- | ---------------------------- | ---------------------------- |
| WEG 2005 Season I   | Jang „Moon“ Jae-ho           | Hwang „Zacard“ Tae-min       | Li „Sky“ Xiaofeng            |
| WEG 2005 Season II  | Jang „Moon“ Jae-ho           | Kim „GoStop“ Dong Moon       | Gediminas „WinneR“ Rimkus    |
| WEG 2005 Season III | Chun „Sweet“ Jung-hee        | Kim „GoStop“ Dong Moon       | Noh „Lucifer“ Jae-Wook       |
| WEG Masters 2006    | Yoan „ToD“ Merlo             | Manuel „Grubby“ Schenkhuizen | Li „Sky“ Xiaofeng            |
| e-Stars Seoul 2007  | Kim „ReMinD“ Sung Sik        | Jang „Moon“ Jae-ho           | Manuel „Grubby“ Schenkhuizen |
| e-Stars Seoul 2008  | Team West                    | Team East                    |                              |
| WEM 2008            | Wang „Infi“ Xuwen            | June „Lyn“ Park              | Manuel „Grubby“ Schenkhuizen |
| e-Stars Seoul 2009  | Manuel „Grubby“ Schenkhuizen | June „Lyn“ Park              | Wei „Fly100%“ Liang Lu       |